# 이와키국 (메이지 시대)

이와키 국(磐城国)

이와키국(일본어: 磐城国)은 1868년 12월 7일, 무쓰국에서 분리되어 만들어졌다. 현재의 후쿠시마현 하마도리와 미야기현 일부에 해당한다.

## 같이 보기
- 이와키 국 (나라 시대)(石城国)